# تاد لودویک
تاد لودویک (انگلیسی: Todd Lodwick؛ زادهٔ ۲۱ نوامبر ۱۹۷۶) اسکی‌باز پرش اهل ایالات متحده آمریکا است.